# 發現湖
發現湖（英語：Lake Discovery），是南極洲的湖泊，位於維多利亞地的斯科特海岸，處於迪斯卡弗里冰川西面，長6公里，在1999年由美國南極名稱諮詢委員命名，現時由南極條約體系管理。